# Преступность в РСФСР
Изучение преступности в РСФСР охватывает период с 1917 по 1991 годы. Февральская и Октябрьская революции значительно изменили как понятие о преступности и саму преступность, так и систему учёта данных о ней.
Необходимо отметить, что анализ показателей преступности в РСФСР сталкивается с рядом трудностей:
- До 1922 года РСФСР существовала как самостоятельное государство, после чего вошла в состав СССР в качестве одной из союзных республик. В РСФСР союзного периода не вёлся учёт воинских и особо опасных государственных преступлений, которые преследовались по законам СССР.
- За период с 1917 по 1991 год сменилось 3 уголовных кодекса: в 1922, 1926 и 1960 году. Кроме того, действующее уголовное законодательство постоянно корректировалось в соответствии с потребностями текущего момента, что также влияло на учёт преступлений и преступников.
- Наряду с уголовными кодексами действовали общесоюзные законы (в частности, например, Закон об уголовной ответственности за государственные преступления и Закон об уголовной ответственности за воинские преступления), содержание которых также менялось в различные временные периоды.
- Система судебных и правоохранительных органов (а, следовательно, и правоприменительная практика) находилась под сильным влиянием партийных органов. Кроме того в различные периоды получали широкое распространение внесудебные формы реагирования на преступления, как в радикально-антиправовом варианте — «тройки», особые совещания, высылки, так и в либеральном — передача материалов «общественности».
- Статистика преступности находилась под грифами «секретно» и «совершенно секретно», в результате чего систематизированные данные о преступности не публиковались и были доступны небольшому числу специалистов.
- На статистику существенное влияние оказывали проводившиеся время от времени кампании борьбы с сокрытием преступлений от учёта и преувеличением процентов их раскрываемости (например, такие кампании имели место в 1983 и 1989 годах). Кроме того, в целях сокрытия данных о не вполне благополучном состоянии в сфере борьбы с преступностью нередко изменялись формы статистического учёта, что делает данные за различные временные периоды несопоставимыми.

При анализе состояния и динамики преступности можно выделить периоды восстановления народного хозяйства и нэпа, индустриализации, период сталинских репрессий, а также позднесоветский период (1961—1991 годы).

## Период гражданской войны
За период с 1917 по 1922 год имеются лишь отрывочные данные о состоянии преступности. М. Н. Гернет писал: «Уголовная статистика вводится в СССР лишь с 1922 г. … Мы располагаем крайне скудными сведениями за годы, предшествовавшие введению статистики осужденных. Первые, собранные на более обширной территории сведения, относятся к 1919 году. Значение их … условно».
Основными характеристиками преступности в годы гражданской войны (1917—1922) являлись её высокий уровень, большое число насильственных и корыстно-насильственных преступлений (бандитизм, разбой, грабежи, убийства), экономических преступлений (спекуляция, контрабанда, мошенничество) и высокая латентность; помимо этого, большой вес имели контрреволюционные деяния: в 1918—1920 гг. ВЧК было раскрыто около 500 крупных контрреволюционных заговоров.

## Период восстановления народного хозяйства инэпа(1922—1925) годы
Источниками данных о преступности за первое десятилетие существования советской власти являются статистические обзоры, данные о работе судебных органов, иные труды ЦСУ СССР, сборники Министерств юстиции СССР и РСФСР, в том числе носящие закрытый характер, работы Е. Н. Тарновского, М. Н. Гернета, А. А. Герцензона и ряда иных авторов.
Обобщенные сведения о преступности за период с 1922 по 1960 год приводит В. В. Лунеев в книге «Преступность XX века»:
| Годы | Численность населения | Общее число осуждённых | Общее число осуждённых | Коэффициент судимости на 100 тыс. населения | Коэффициент судимости на 100 тыс. населения |
| Годы | СССР                  | СССР                   | РСФСР                  | СССР                                        | РСФСР                                       |
| ---- | --------------------- | ---------------------- | ---------------------- | ------------------------------------------- | ------------------------------------------- |
| 1922 | 136 100 000           | 1 089 503              | 1 185 102              | 800,5                                       | 2508,2                                      |
| 1923 | 138 700 000           | 1 193 135              | 1 121 264              | 860,2                                       | 2442,0                                      |
| 1924 | 141 500 000           | 1 905 900              | 1 690 309              | 1353,9                                      | 2910,0                                      |
| 1925 | 144 200 000           | 1 153 600              | 724 205                | 800,0                                       | 1725,0                                      |
| 1926 | 147 028 000           | 1 293 000              | 975 105                | 879,4                                       | 1480,0                                      |
| 1927 | 149 100 000           | 1 507 360              | 1 026 084              | 1011,0                                      | 1080,0                                      |
| 1928 | 151 200 000           | 1 387 568              | 1 046 352              | 917,7                                       | 1060,0                                      |
| 1929 | 153 400 000           | 1 705 746              | 1 310 965              | 1111,9                                      | 1379,8                                      |
| 1930 | 157 000 000           | —                      | 1 208 309              | —                                           | 1307,1                                      |
| 1931 | 158 500 000           | —                      | 1 357 206              | —                                           | 1445,5                                      |
| 1932 | 159 997 000           | —                      | 1 133 511              | —                                           | 1195,7                                      |
| 1933 | 161 500 000           | —                      | 1 430 560              | —                                           | 1502,6                                      |
| 1934 | 163 000 000           | —                      | 1 108 485              | —                                           | 1168,9                                      |
| 1935 | 164 600 000           | 1 151 416              | 871 929                | —                                           | 909,0                                       |
| 1936 | 166 160 000           | 915 553                | —                      | —                                           | —                                           |
| 1937 | 167 700 000           | 887 133                | —                      | —                                           | —                                           |
| 1938 | 169 300 000           | 919 299                | —                      | —                                           | —                                           |
| 1939 | 170 557 000           | 957 066                | —                      | —                                           | —                                           |
| 1940 | 194 077 000           | 1 191 084              | —                      | —                                           | —                                           |
| 1941 | 160 000 000           | 862 970                | —                      | —                                           | —                                           |
| 1942 | 160 000 000           | 837 141                | —                      | —                                           | —                                           |
| 1943 | 160 000 000           | 771 615                | —                      | —                                           | —                                           |
| 1944 | 160 000 000           | 867 465                | —                      | —                                           | —                                           |
| 1945 | 160 000 000           | 823 347                | —                      | —                                           | —                                           |
| 1946 | 170 400 000           | 1 090 627              | —                      | —                                           | —                                           |
| 1947 | 171 200 000           | 1 391 786              | —                      | —                                           | —                                           |
| 1948 | 172 989 000           | 1 059 240              | —                      | —                                           | —                                           |
| 1949 | 175 261 000           | 995 846                | —                      | —                                           | —                                           |
| 1950 | 178 547 000           | 902 256                | —                      | —                                           | —                                           |
| 1951 | 181 603 000           | 879 445                | —                      | —                                           | —                                           |
| 1952 | 184 778 000           | 969 334                | —                      | —                                           | —                                           |
| 1953 | 187 997 000           | 818 708                | —                      | —                                           | —                                           |
| 1954 | 191 004 000           | 769 679                | —                      | —                                           | —                                           |
| 1955 | 194 415 000           | 818 882                | —                      | —                                           | —                                           |
| 1956 | 197 902 000           | 938 950                | —                      | —                                           | —                                           |
| 1957 | 201 414 000           | 943 957                | —                      | —                                           | —                                           |
| 1958 | 204 900 000           | 1 078 882              | —                      | —                                           | —                                           |
| 1959 | 208 800 000           | 869 177                | —                      | —                                           | —                                           |
| 1960 | 212 300 000           | 516 091                | —                      | —                                           | —                                           |

| Годы               | Общее число осуждённых         | Общее число осуждённых | Коэффициент судимости на 100 тыс. населения | Коэффициент судимости на 100 тыс. населения |
| Годы               | СССР                           | РСФСР                  | СССР                                        | РСФСР                                       |
| ------------------ | ------------------------------ | ---------------------- | ------------------------------------------- | ------------------------------------------- |
| 1920 (46 губерний) | СССР создан 30 декабря 1922 г. | 614 548                |                                             | 2003,0                                      |
| 1921               | СССР создан 30 декабря 1922 г. | 874 829                |                                             | 2610,0                                      |
| 1922               | СССР создан 30 декабря 1922 г. | 1 185 102              |                                             | 2508,2                                      |
| 1923               | неполные данные                | 1 121 264              | 860,2                                       | 2442,0                                      |
| 1924               | 1 905 900                      | 1 690 309              | 1353,9                                      | 2910,0                                      |
| 1925               | 1 153 600                      | 754 205                | 800,0                                       | 1725,0                                      |
| 1926               | 1 048 130                      | 975 105                | 1390,0                                      | 1480,0                                      |
| 1927               | 1 507 360                      | 1 026 084              | 1011,0                                      | 1080,0                                      |
| 1928               | 1 387 568                      | 1 046 352              | 980,0                                       | 1059,8                                      |
| 1929               | 1 705 746                      | 1 310 965              | 1111,9                                      | 1379,8                                      |
| 1930               | св. нет                        | 1 208 309              | —                                           | 1307,1                                      |
| 1931               | св. нет                        | 1 357 206              | —                                           | 1445,5                                      |
| 1932               | св. нет                        | 1 133 511              |                                             | 1195,7                                      |
| 1933               | св. нет                        | 1 430 560              |                                             | 1502,6                                      |
| 1934               | св. нет                        | 1 108 485              |                                             | 1168,9                                      |
| 1935               | 1 278 824                      | 871 929                |                                             |                                             |
| 1936               | 1 023 852                      | св. нет                |                                             |                                             |
| 1937               | 927 979                        | св. нет                |                                             |                                             |
| 1938               | 915 553                        | св. нет                |                                             |                                             |
| 1939               | 957 066                        | св. нет                |                                             |                                             |
| 1940               | 1 191 084                      | св. нет                |                                             |                                             |

| Годы                                           | Годы                         | 1922 г.   | 1923 г. | 1924 г.   | 1925 г.   |
| ---------------------------------------------- | ---------------------------- | --------- | ------- | --------- | --------- |
| Абс. число всех преступлений                   | Абс. число всех преступлений | 1 398 950 | 864 512 | 1 244 807 | 1 487 601 |
| Kф на 100 тыс. населения                       | Kф на 100 тыс. населения     | 1027      | 623,3   | 879,7     | 1003,2    |
| Против личности                                | Абс. число                   | 247 221   | 132 783 | 195 067   | 125 837   |
| Против личности                                | Уд. вес, %                   | 17,6      | 15,4    | 15,8      | 17,3      |
| Имущественные                                  | Абс. число                   | 408 141   | 259 055 | 318 960   | 211 108   |
| Имущественные                                  | Уд. вес, %                   | 29,2      | 28,4    | 25,6      | 29,0      |
| Должностные                                    | Абс. число                   | 21 834    | 19 276  | 47 609    | 40 061    |
| Должностные                                    | Уд. вес, %                   | 1,6       | 2,3     | 3,8       | 5,5       |
| Против порядка управления, в т. ч. хулиганство | Абс. число                   | 160 455   | 97 301  | 133 268   | 72 890    |
| Против порядка управления, в т. ч. хулиганство | Уд. вес, %                   | 10,4      | 10,2    | 10,8      | 5,0       |
| Хозяйственные                                  | Абс. число                   | 46 165    | 28 659  | 25 041    | 11 896    |
| Хозяйственные                                  | Уд. вес, %                   | 2,6       | 3,7     | 2,2       | 1,6       |
| Тайное винокурение                             | Абс. число                   | 409 886   | 325 836 | 526 403   | 259 732   |
| Тайное винокурение                             | Уд. вес, %                   | 36,5      | 33,2    | 45,2      | 35,7      |

Коэффициент судимости на 100 тыс. населения в РСФСР в 1920—1934 гг.

В период с 1922 по 1925 годы не наблюдается какой-либо выраженной тенденции изменения числа осуждённых. Данные о числе зарегистрированных преступлений говорят о снижении преступности в 1922 году, которое сменилось её ростом в 1924—1925 гг. Отмечается тенденция к урбанизации преступности, перемещению её в крупные города, росту числа должностных преступлений и снижению числа хозяйственных (часть из которых в период нэпа была декриминализована); в целом картина преступности схожа с периодами перед первой мировой войной и экономических реформ 1980—1990-х годов.
Е. Н. Тарновский и А. А. Герцензон писали, что изменения показателей в основном обусловлены совершенствованием уголовного законодательства и интенсификацией борьбы с правонарушениями: по данным А. А. Герцензона, осужденные за «мелкие преступления» в 1924 г. составляли 75—80 % всех осужденных и 90—93 % осужденных за преступления против порядка управления.
В контингенте осуждённых в рассматриваемый период возрастало число лиц, совершивших растраты и тяжкие преступления против личности:
| Виды преступлений                                                         | 1922 г. | 1923 г. | 1924 г. | 1925 г. |
| ------------------------------------------------------------------------- | ------- | ------- | ------- | ------- |
| Контрреволюционные                                                        | 0,8     | 0,5     | 0,4     | 0,3     |
| Взяточничество                                                            | 1,6     | 3,0     | 2,3     | 1,4     |
| Растраты                                                                  | 1,3     | 1,1     | 1,5     | 3,6     |
| Прочие должностные                                                        | 5,3     | 4,9     | 2,9     | 2,7     |
| Серьёзные преступления против личности                                    | 1,8     | 4,1     | 4,9     | 5,8     |
| Более мелкие преступления против личности                                 | 8,0     | 11,0    | 13,2    | 20,7    |
| Хулиганство                                                               | 4,7     | 6,2     | 7,9     | 2,1     |
| Имущественные                                                             | 35,6    | 32,2    | 30,4    | 31,5    |
| Остальные (главным образом мелкие преступления против порядка управления) | 40,9    | 37      | 36,5    | 31,9    |

Рассматриваемый период оценивается криминологами как относительно благополучный, характеризующийся снижением преступности.

## Периодиндустриализации(1926—1929 годы)
В этот период увеличивается число зарегистрированных преступлений, однако ввиду прироста численности населения коэффициент преступности снижается. Существенно возросла доля осуждённых за должностные (с 5,4 до 11,7 %), имущественные (с 20,2 до 23,4 %), и контрреволюционные преступления (с 0,1 до 0,4 %); удельный вес осуждённых за преступления против личности составлял чуть более 21 %, существенной также была доля хулиганств.

## 1930—1959 годы

Коэффициент судимости на 100 тыс. населения в СССР в 1935—1960 гг.

Период с 1930 по 1959 годы — это период, на который приходится пик сталинских репрессий. Однако статистические данные о числе осуждённых за указанный период (см. таблицу выше) говорят о довольно существенном снижении числа лиц, находящихся в местах лишения свободы.
Криминологи дают этому различные объяснения. Так, А. И. Долгова указывает, что в сводные статистические отчеты по РСФСР за 1928—1934 гг. не включались данные о преступности в автономных республиках, где проживало примерно 18 % населения России и где, по оценочным данным, осужденные составляли также примерно 18 % от общего числа осужденных в РСФСР
В. В. Лунеев считает сокращение судимости по уголовным делам объективным статистическим фактом, однако объясняет его тем, что «советский народ, жестко схваченный в „ежовые“ рукавицы, посаженный в лагеря и беспощадно уничтожаемый, действительно все меньше и меньше совершал уголовных преступлений». Однако другими исследователями отмечается, что осужденные всегда составляли примерно до 1 % населения.
Тем не менее, отмечается, что данные о числе осуждённых относятся только к тем из них, приговор которым был вынесен судами общей подсудности, а фактическое их количество может быть значительно выше.
Уточнённые данные о числе лиц, находившихся в местах лишения свободы, в том числе в статусе подследственных, приводятся М. Г. Детковым:
| Годы | Численность | Годы | Численность | Годы | Численность |
| ---- | ----------- | ---- | ----------- | ---- | ----------- |
| 1930 | 179 000     | 1938 | 996 367     | 1946 | 1 486 595   |
| 1931 | 212 000     | 1939 | 1 317 195   | 1947 | 1 741 876   |
| 1932 | 268 700     | 1940 | 1 996 317   | 1948 | 2 199 411   |
| 1933 | 334 800     | 1941 | 2 034 400   | 1949 | 2 224 933   |
| 1934 | 510 307     | 1942 | 1 618 300   | 1950 | 2 406 667   |
| 1935 | 725 483     | 1943 | 1 393 312   | 1951 | 2 311 898   |
| 1936 | 839 406     | 1944 | 1 329 778   | 1952 | 2 271 688   |
| 1937 | 820 881     | 1945 | 1 516 254   | 1953 | 2 401 266   |

|                                  | 1.01.1939 г. | 1.01.1942 г. | 1.01.1945 г. | 1.01.1947 г. |
| -------------------------------- | ------------ | ------------ | ------------ | ------------ |
| Все заключенные, из них:         | 352 508      | 268 532      | 275 510      | 294 135      |
| а) следственные                  | 239 257      | 90 270       | 79 675       | 62 003       |
| б) кассационные                  | 31 530       | 35 042       |              |              |
| в) транзитно-пересыльные         | 8527         | 4193         | 4336         |              |
| г) осужденные к ИТЛ и др.        | 64 052       | 109 401      | 106 088      |              |
| Из общего числа следственных за: |              |              |              |              |
| а) органами ГУГБ                 | 139 091      | 42 538       | 19 676       | 3348         |
| б) органами РКМ                  | 25 835       | 47 732       | 56 922       | 58 655       |
| в) органами прокуратуры          | 36 304       | 36 291       | 48 445       | 54 106       |
| г) судебными органами            | 37 967       | 28 377       | 26 277       | 39 927       |
| д) Особыми Совещаниями           |              | 10 134       | 6296         | 2106         |

Итого общее число лишённых свободы, по ряду данных, к концу 1938 г. превысило 1300 тыс. человек; среди всех заключённых в тюрьмы на 1 января 1939 г. (352 508) преобладали подследственные (239 257, или 68 %), а в общем числе подследственных — числящиеся за органами ГУГБ (139 091, или 58 %) (см. таблицы).
По другим данным, всего было заключено в лагерях ГУЛАГ НКВД за контрреволюционные преступления: в 1934 г. — 135 190 лиц (26,5 % от общего числа содержавшихся в лагерях), в 1935 г. — 118 256 (16,3 %), 1936 г. — 108 849 (12,6 %), 1937 г. — 104 826 (12,8 %), 1938 г. — 185 324 (18,6 %), 1939 г. — 454 432 (34,5 %), 1940 г. — 444 999 (33,1 %), 1941 г. — 420 293 (28,7 %), 1942 г. — 407 988 (29,6 %), 1943 г. — 345 397 (35,6 %), 1944 г. — 268 861 (40,7 %), 1945 г. — 289 351 (41,2 %), 1946 г. — 333 883 (59,2 %), 1947 г. — 427 653 (54,3 %), 1948 г. — 416 156 (38,0 %), 1949 г. — 420 696 (34,2 %), 1950 г. — 578 912 (22,7 %), 1951 г. — 475 976 (31,0 %), 1952 г. — 480 766 (29,1 %), 1953 г. — 465 256 (26,9 %).
Несмотря на противоречивость статистических данных, отмечается, что уголовная репрессия в данный период приобрела невиданный ранее размах (для сравнения: численность заключенных в тюрьмах России в 1882 г. составляла 91 272, в 1913 г. — 194 418, в 1916 г. — 142 430, в 1917 г. — 152 052 человек).
Криминологи полагают, что в этот период широко применялась внесудебная репрессия, в результате чего уголовная статистика этого периода неточно и неполно отражает картину преступности и карательную политику властей, и отмечают, что «нарушения законности в 30—50-х гг. оцениваются как национальная трагедия, которая не должна повториться».
Следует также учитывать существование специальных судебных органов. Число осужденных специальными судами в 1937—1940 гг. в СССР составило 3 113 318, что немного меньше, чем число осуждённых судами общей подсудности (см. таблицу):
| Годы      | Осуждено судами общей подсудности (с поправкой на неполноту учёта) | Осуждено линейными, окружными судами, военными трибуналами железнодорожного и водного транспорта | Осуждено лагерными судами | Осуждено военными трибуналами Советской Армии, ВМФ и войск МВД | Осуждено Военной коллегией Верховного Суда СССР (за контрреволюционные преступления) | Итого     |
| --------- | ------------------------------------------------------------------ | ------------------------------------------------------------------------------------------------ | ------------------------- | -------------------------------------------------------------- | ------------------------------------------------------------------------------------ | --------- |
| 1937—1940 |                                                                    |                                                                                                  |                           |                                                                |                                                                                      | 7 105 000 |
| 1941      | 3 108 259                                                          | 55 928                                                                                           | -                         | 216 142                                                        | 1426                                                                                 | 3 381 755 |
| 1942      | 2 818 826                                                          | 76 563                                                                                           | -                         | 686 562                                                        | 72                                                                                   | 3 582 023 |
| 1943      | 2 405 509                                                          | 89 780                                                                                           | -                         | 727 207                                                        | 60                                                                                   | 3 222 556 |
| 1944      | 2 449 386                                                          | 96 120                                                                                           | -                         | 543 745                                                        | 123                                                                                  | 3 089 374 |
| 1945      | 2 297 215                                                          | 87 651                                                                                           | -                         | 357 007                                                        | 273                                                                                  | 2 742 146 |
| 1946      | 2 508 935                                                          | 83 014                                                                                           | 22 725                    | 307 717                                                        | 93                                                                                   | 2 922 484 |
| 1947      | 2 601 688                                                          | 93 474                                                                                           | 29 756                    | 209 816                                                        | 76                                                                                   | 2 934 810 |
| 1948      | 2 136 495                                                          | 80 746                                                                                           | 29 475                    | 137 335                                                        | 47                                                                                   | 2 384 098 |
| 1949      | 2 022 613                                                          | 70 187                                                                                           | 26 312                    | 105 534                                                        | 15                                                                                   | 2 224 661 |
| 1950      | 1 813 925                                                          | 58 046                                                                                           | 26 767                    | 75 250                                                         | 245                                                                                  | 1 974 233 |
| 1951      | 1 450 872                                                          | 38 489                                                                                           | 19 778                    | 57 722                                                         | 102                                                                                  | 1 566 963 |
| 1952      | 1 496 340                                                          | 29 380                                                                                           | 16 993                    | 47 469                                                         | 147                                                                                  | 1 590 329 |
| 1953      | 1 161 357                                                          | 28 898                                                                                           | 9144                      | 30 940                                                         | 51                                                                                   | 1 230 390 |
| 1954      | 1 054 084                                                          | 26 715                                                                                           | 5433                      | 21 920                                                         | 27                                                                                   | 1 108 179 |
| 1955      | 1 126 741                                                          | 26 437                                                                                           | 7250                      | 26 263                                                         | 25                                                                                   | 1 186 716 |
| 1956      | 1 044 022                                                          | 30 075                                                                                           | 7400                      | 40 357                                                         | 13                                                                                   | 1 121 867 |

Представляет интерес также структура осуждённых этого периода. К примеру, известно, что примерно треть осуждённых в 1940-х годах обвинялась в нарушении трудовой дисциплины и уклонении от трудовых мобилизаций (см. таблицу):
| Годы | Всего всеми судами, общими и специальными, включая трибуналы | Осуждены по делам о нарушении трудовой дисциплины на предприятиях, в учреждениях и колхозах и об уклонении от трудовых мобилизаций | Всего осуждено общими судами по делам с предварительным расследованием и делам частного обвинения | Всего осуждено общими судами по делам с предварительным расследованием и делам частного обвинения | Оправданы общими судами по делам с предварительным расследованием и делам частного обвинения | Оправданы общими судами по делам с предварительным расследованием и делам частного обвинения |
| Годы | Абс. число                                                   | Абс. число | Абс. число                                                                                        | Кф на 100 тыс. населения                                                                          | Абс. число                                                                                   | % к числу осуждённых                                                                         |
| ---- | ------------------------------------------------------------ | --- | ------------------------------------------------------------------------------------------------- | ------------------------------------------------------------------------------------------------- | -------------------------------------------------------------------------------------------- | -------------------------------------------------------------------------------------------- |
| 1935 | св. нет                                                      | — | 1 278 824                                                                                         | св. нет                                                                                           | св. нет                                                                                      |                                                                                              |
| 1936 | св. нет                                                      | — | 1 023 852                                                                                         | св. нет                                                                                           | св. нет                                                                                      |                                                                                              |
| 1937 | (1937—1940 гг. суммарно) 7 105 000                           | — | 927 979                                                                                           | 529                                                                                               | св. нет                                                                                      |                                                                                              |
| 1938 | (1937—1940 гг. суммарно) 7 105 000                           | — | 915 553                                                                                           | 543                                                                                               | св. нет                                                                                      |                                                                                              |
| 1939 | (1937—1940 гг. суммарно) 7 105 000                           | — | 957 066                                                                                           | 561                                                                                               | 77 088                                                                                       | 8,1                                                                                          |
| 1940 | (1937—1940 гг. суммарно) 7 105 000                           | 2 091 438 | 1 191 084                                                                                         | 610                                                                                               | 175 543                                                                                      | 14,7                                                                                         |
| 1941 | 3 381 755                                                    | 1 777 890 | 1 104 206                                                                                         | 539                                                                                               | св. нет                                                                                      | св. нет                                                                                      |
| 1942 | 3 582 023                                                    | 1 811 117 | 828 337                                                                                           | 523                                                                                               | св. нет                                                                                      | св. нет                                                                                      |
| 1943 | 3 222 556                                                    | 1 323 519 | 771 675                                                                                           | 482                                                                                               | 72 232                                                                                       | 9,4                                                                                          |
| 1944 | 3 089 374                                                    | 1 368 490 | 868 465                                                                                           | 542                                                                                               | 71 766                                                                                       | 8,3                                                                                          |
| 1945 | 2 742 146                                                    | 1 277 634 | 827 832                                                                                           | 515                                                                                               | 70 499                                                                                       | 8,5                                                                                          |
| 1946 | 2 922 484                                                    | 1 222 443 | 1 090 627                                                                                         | 640                                                                                               | 90 874                                                                                       | 8,3                                                                                          |
| 1947 | 2 934 810                                                    | 1 066 675 | 1 391 786                                                                                         | 809                                                                                               | 107 995                                                                                      | 7,8                                                                                          |
| 1948 | 2 384 098                                                    | 958 939 | 1 059 240                                                                                         | 608                                                                                               | 106 672                                                                                      | 10,1                                                                                         |
| 1949 | 2 224 661                                                    | 943 883 | 995 846                                                                                           | 563                                                                                               | 84 295                                                                                       | 8,5                                                                                          |
| 1950 | 1 974 233                                                    | 850 127 | 902 256                                                                                           | 501                                                                                               | 65 753                                                                                       | 7,3                                                                                          |
| 1951 | 1 566 963                                                    | 539 655 | 879 445                                                                                           | 480                                                                                               | 60 558                                                                                       | 6,9                                                                                          |
| 1952 | 1 590 329                                                    | 477 492 | 969 344                                                                                           | 520                                                                                               | 56 501                                                                                       | 5,8                                                                                          |
| 1953 | 1 230 390                                                    | 308 536 | 818 708                                                                                           | 432                                                                                               | 44 920                                                                                       | 5,5                                                                                          |
| 1954 | 1 108 179                                                    | 258 961 | 769 679                                                                                           | 399                                                                                               | 49 389                                                                                       | 6,4                                                                                          |
| 1955 | 1 186 716                                                    | 281 661 | 818 882                                                                                           | 417                                                                                               | 53 984                                                                                       | 6,6                                                                                          |
| 1956 | 1 121 867                                                    | 84 614 | 938 950                                                                                           | 470                                                                                               | 51 111                                                                                       | 5,4                                                                                          |
| 1957 | св. нет                                                      | св. нет | 943 957                                                                                           | 464                                                                                               | 48 048                                                                                       | 5,1                                                                                          |
| 1958 | св. нет                                                      | св. нет | 1 078 882                                                                                         | 522                                                                                               | 52 024                                                                                       | 4,8                                                                                          |
| 1959 | св. нет                                                      | св. нет | 869 177                                                                                           | 413                                                                                               | 45 097                                                                                       | 5,2                                                                                          |

Отмечается, что среди осуждённых за должностные преступления в начале 1930-х годов половину контингента составляли председатели колхозов
Общеуголовная преступность в годы Великой Отечественной войны то снижалась, то увеличивалась, достигая исходного уровня. В 1941—1942 годах возрастает число осуждённых по указам военного времени и осуждённых военными трибуналами, с 1943 года численность данных категорий уменьшается (см. таблицу):
| Показатели                            | 1941 г.   | 1942 г.   | 1943 г.   | 1944 г.   | 1945 г.   |
| ------------------------------------- | --------- | --------- | --------- | --------- | --------- |
| Осужденные общими судами              | 862 970   | 837 141   | 771 675   | 867 465   | 823 347   |
| Осужденные военными трибуналами       | 272 070   | 763 125   | 816 987   | 639 865   | 444 658   |
| Осужденные по указам военного времени | 1 153 323 | 1 501 052 | 943 140   | 1 095 130 | 1 073 758 |
| Абс. показатель                       | 2 288 363 | 3 101 318 | 2 531 802 | 2 602 460 | 2 341 763 |
| Всего на 100 тыс.                     | 1210      | 1683      | 1414      | 1487      | 1373      |

В структуре преступности во время и после войны отмечается увеличение числа корыстно-имущественных преступлений, в особенности спекуляции, краж, разбоев и грабежей. Послевоенная разруха, бездомность, беспризорность также привели к росту как хозяйственных и имущественных, так и насильственных преступлений. Социальная дезадаптация демобилизованных лиц в совокупности с оседанием у населения трофейного огнестрельного оружия способствовали вспышке корыстно-насильственной преступности, в том числе связанной с формированием организованных преступных групп. Свою роль сыграли также проводившиеся во второй половине 1950-х годов непродуманные амнистии, освободившие значительную часть рецидивистов и профессиональных преступников.

## 1960—1991 годы

Коэффициенты преступности на 100 тыс. населения в РСФСР в 1961—1991 гг.

В конце 1950-х годов принимаются новые общесоюзные Основы уголовного законодательства, в 1960—1962 гг. — новые уголовные кодексы союзных республик (УК РСФСР принимается в 1960 году). Данные законодательные акты являлись более либеральными. В частности, ими предусматривалась возможность освобождения от уголовной ответственности в связи с применением мер общественного воздействия: передачей на поруки, направлением материалов в товарищеский суд, комиссию по делам несовершеннолетних и т. п. Указывается, что в случае, когда доказательственная база по уголовному делу оказывалась не полной, следователи и прокуроры старались не направлять дела в суд, а освобождать этих лиц от уголовной ответственности, ввиду чего число осуждённых и доля оправданных резко снижаются:
| Годы | Всего осуждено общими судами по делам с предварительным расследованием и делам частного обвинения | Всего осуждено общими судами по делам с предварительным расследованием и делам частного обвинения | Годы | Всего осуждено общими судами по делам с предварительным расследованием и делам частного обвинения | Всего осуждено общими судами по делам с предварительным расследованием и делам частного обвинения |
| Годы | СССР                                                                                              | РСФСР                                                                                             | Годы | СССР                                                                                              | РСФСР                                                                                             |
| ---- | ------------------------------------------------------------------------------------------------- | ------------------------------------------------------------------------------------------------- | ---- | ------------------------------------------------------------------------------------------------- | ------------------------------------------------------------------------------------------------- |
| 1960 | 516 091                                                                                           |                                                                                                   | 1976 | 914 942                                                                                           | 599 652                                                                                           |
| 1961 | 799 816                                                                                           |                                                                                                   | 1977 | 816 467                                                                                           | 525 984                                                                                           |
| 1962 | 819 731                                                                                           | 489 647                                                                                           | 1978 | 861 422                                                                                           | 557 564                                                                                           |
| 1963 | 685 686                                                                                           | 413 811                                                                                           | 1979 | 915 934                                                                                           | 590 538                                                                                           |
| 1964 | 618 567                                                                                           | 381 772                                                                                           | 1980 | 998 294                                                                                           | 645 544                                                                                           |
| 1965 | 571 542                                                                                           | 360 034                                                                                           | 1981 | 1 061 768                                                                                         | 682 381                                                                                           |
| 1966 | 756 948                                                                                           | 491 298                                                                                           | 1982 | 1 148 591                                                                                         | 747 865                                                                                           |
| 1967 | 730 990                                                                                           | 477 525                                                                                           | 1983 | 1 223 562                                                                                         | 809 147                                                                                           |
| 1968 | 719 726                                                                                           | 468 303                                                                                           | 1984 | 1 288 462                                                                                         | 863 194                                                                                           |
| 1969 | 798 936                                                                                           | 522 971                                                                                           | 1985 | 1 269 508                                                                                         | 837 310                                                                                           |
| 1970 | 853 616                                                                                           | 554 589                                                                                           | 1986 | 1 217 552                                                                                         | 797 286                                                                                           |
| 1971 | 873 764                                                                                           | 574 350                                                                                           | 1987 | 907 049                                                                                           | 580 074                                                                                           |
| 1972 | 876 443                                                                                           | 575 056                                                                                           | 1988 | 679 193                                                                                           | 427 039                                                                                           |
| 1973 | 829 047                                                                                           | 538 156                                                                                           | 1989 | 684 070                                                                                           | 436 988                                                                                           |
| 1974 | 886 858                                                                                           | 579 642                                                                                           | 1990 | 809 120                                                                                           | 537 643                                                                                           |
| 1975 | 884 984                                                                                           | 581 035                                                                                           | 1991 | 920 000                                                                                           | 593 823                                                                                           |

Изменяется также порядок учёта преступлений. Помимо числа осуждённых, с 1961 года фиксируется число зарегистрированных преступлений. В целом за период существования данной системы учёта можно отметить следующие определяющие тенденции:
- В период с 1966 по 1985 годы происходит рост общеуголовной преступности; каждые пять лет прирост средних коэффициентов преступности почти удваивается. Всплеск числа зарегистрированных преступлений в 1983 году не отражал реального состояния преступности и был вызван ужесточением регистрационной дисциплины, однако в целом нарастали как количественные показатели преступности, так и её общественная опасность.
- В период перестройки несколько снижается число «бытовых» преступлений (это связано с антиалкогольной кампанией, которая, несмотря на всю её противоречивость, всё же смогла уменьшить наносимый пьянством ущерб), однако начинается бурный рост корыстной части преступности.

Необходимо отметить, что уменьшение показателей тяжкой насильственной преступности в период антиалкогольной кампании было реальным, но кратковременным: число потерпевших от преступлений начинает увеличиваться уже в 1987—1988 годах. Число зарегистрированных умышленных убийств (с покушениями) в 1989 г. превысило уровень 1985 г. в России.
Вместе с тем, в период антиалкогольной кампании массово распространились связанные с производством и продажей спиртного корыстные злоупотребления, практически повсеместно осуществлялось изготовление и торговля алкогольными суррогатами. В целом правоохранительные органы оказались неготовы к появлению новых форм экономических преступлений, что выразилось в их значительно возросшей латентности.
К 1990—1991 годам процессы криминализации общества стали выходить из-под контроля государства, принятие ряда рыночных законов усугубило ситуацию. Так, по мнению Ренальда Симоняна, указ Президента РСФСР от 15 ноября 1991 г. «О либерализации внешнеэкономической деятельности на территории РСФСР» способствовал сомнительным операциям во внешней торговле, в том числе контрабандному вывозу металлов через прибалтийские страны